# 律藏经
《律藏经》，又称《药藏经》，摩尼教的七部大经之一。这部经书在《仪略》中音译为“泥万部”。来源于中古波斯文，意为“书信集”。 它们最初写于摩尼在萨珊帝国公开传教的年代（约公元前240-276年）。它们被他的追随者收集在一起，成为摩尼教派的经典书籍之一它起到解释教义的目的并论证摩尼教的正确性。

## 经名考释
| 《克弗莱亚》148；《布道书25》 | 《赞美诗》46-47；139-40 | 《克弗莱亚》5 | 《布道书》94 | 《摩尼光佛教法仪略》    |
| ----------------------------- | ----------------------- | ------------- | ------------ | ----------------------- |
| Epistolaue                    | Epistolaue              | Epistolaue    | Epistolaue   | 泥万（中古波斯文dēwān） |

## 经文内容
这部经书统称为《书信集》。在伊本·纳迪姆的《群书类述》中列举了76封书信的题目，写信者包括摩尼和他的继承者们。摩尼的书信与圣保禄的书信格式很类似，因摩尼正是以新时代的保禄自居的。

### 封印之信
摩尼书信中最著名的是“封印之信”（The Letter of the Seal），这是摩尼去世前在狱中写给信徒们的。摩尼教徒每年举行圣座节时都要宣读这封信。在恒宁释读的《摩尼教祈祷与忏悔书》中保留了这封信中古波斯文的结尾部分：
“……出自我最热爱的儿子末阿莫，出自与我在一起的亲爱的孩子们。致所有的神父、主教和使徒，所有的修士和平信徒，致兄弟姐妹们——大的和小的，虔诚、完美、正义的人们，致所有从我处领受福音者，对我的训诫和善行感到喜乐的人们，以及信德坚定，无所怀疑者。诸位如晤。”

### 科普特文本
在埃及曾经发现一些书信集的科普特文译本，然而在二战期间这些译本下落不明。在喀里斯发现的文书中，亦发现一些书信集的片段。加德纳刊布了三个书信的片段：
“摩尼，圣者耶稣基督的使徒，以及所有与我同在的弟兄们——致某某，以及所有与你同在的弟兄们。圣父和我主耶稣基督赐和平与你，我亲爱的弟兄；它将会保护你的身体和你的灵魂。”
“我觉得我应该写一封长信，但是你送来的这些年轻人发现我有多么痛苦。我身患重病，不见好转，这可能是我三十年来生过最重的病。因此我无力写信，就向这些年轻人口述我想写的内容，由他们转述给你。你的心因生病的弟兄们的言辞所哀伤，我的心亦被巨大的悲痛所压倒。我的孩子，我曾给你写过这‘十种说法’，它抚慰了你的心灵。我自己忍受痛苦，但我仍给我的孩子以慰藉。我在病痛中听到的这些言词，你也要以喜乐和肯定的心态接受它们。你要理解这些。”
“我主耶稣基督曾说：‘同我吃饭的人，用脚踢我’，这话要应在我的身上。我也同样如此，这些将会发生在我的身上。在餐桌上与我一起吃饭，穿着我的衣服的人，用脚踢我，就像一个敌人对待其敌人一样。从我的孩子和弟子们那里，我饱受这苦恼，而正是我把他们从这世界和肉体的束缚解救出来的——正是我把他们从这世界的死亡中拯救出来的！在这个世代，我从众人那里遭遇和忍受了这一切。”

### 拉丁文和中文的转述
除了日常教会事务外，摩尼的书信也有一些是阐释教义的。在奥古斯丁的拉丁文著作中，保存了摩尼的十余个《基要信件》的片段。这些片段主要阐释二宗三际论的内容，即这个世界是如何被创造出来的。
在敦煌文书《摩尼教残经》中也引述了这部经书的部分内容：“《宁万经》云：‘若电那勿具善法者，清净光明，大力智惠，皆备在身，即是新人，功德具足。”